# Интермодален контейнер
Вижте пояснителната страница за други значения на контейнер.
Интермодалният контейнер (наричан още ISO контейнер или само контейнер) е стандартизиран (ISO 668, ISO 1491) стоманен голямообемен съд за многократна употреба с форма на кутия, предназначен за интермодален транспорт на различни видове товари, което означава, че тези контейнери могат да се използват при различни видове транспорт – автомобилен, железопътен, воден (най-вече морски), без разтоварване и пренатоварване. Въз основа само на размера, до 95% от интермодалните контейнери отговарят на стандартите на ISO и могат официално да се наричат ISO контейнери. Съвременните 40-футови интермодални контейнери, изобретени за пръв път в началото на XX век, получават разпространение през 60-те и 70-те години благодарение на иновации в областта на контейнеризацията, разработени от американската корабна компания SeaLand. През 2012 г. в света е имало около 20,5 милиона интермодални контейнери от различни видове, приспособени за различни товари.
Транспортните контейнери се обработват със специално произведени за целта кранове, съхраняват се в специализирани контейнерни терминали и се превозват по море със специализирани контейнерни кораби.

## Видове контейнери
- универсални (наричани още морски) – контейнери за пакетни товари,
- контейнери за насипни товари (серия 130) – контейнери за превоз на пясък и други инертни товари,
- контейнери за превоз на флуиди – цистерни с обем от 20 до 50 m³,
- еко контейнери – основно се използват за транспорт на отпадъци,
- жилищни контейнери – подвижни офиси, жилищни помещения, къщи, санитарни възли, будки и други.

## Конструкция
Основният материал за изработване на контейнерите е стомана (обикновено високоустойчиви, т. нар. COR-TEN стомани). Построяването на стандартен контейнер се осъществява в няколко етапа: Първо, сглобява се така наречената суперструктура, която е основата на контейнера, направена от особено яки стоманени части. Ъглите са от лята стомана. За основа на пода се монтират надлъжни стоманени греди. Дъното на контейнера се състои от няколко слоя дървен материал, обработен с консерванти. Стените на контейнера са изработени от трапецовидно гофрирана листова стомана. След това се монтират покривът и вратите. Накрая контейнерът се покрива със защитно покритие (боядисва се) и получава индивидуален идентификационен номер. За контрол на качеството няколко контейнера от всяка серия, избрани на случаен принцип, се проверяват от сертифицирана организация. Ако контейнерите отговарят на изискванията, серията получава т. нар. одобрение CSC (от International Convention for Safe Containers – Международна конвенция за безопасност на контейнерите), като на всеки контейнер се закрепва табелка със знак за съответствие (CSC-Plate).
Производствените цени за обикновените сухи товарни контейнери обикновено са в диапазона от $1750 – $2000 в САЩ за CEU (единица, еквивалентна на контейнер), и около 90% от контейнерите в света се произвеждат в Китай.